# Rhapsodie Russe (Rachmaninov)
Rhapsodie russe est une pièce pour deux pianos en mi mineur composée par Sergueï Rachmaninov en 1891, à l'âge de 18 ans. Elle est créée le 29 octobre 1891, et sa durée d'exécution est d'environ neuf minutes.

## Contexte

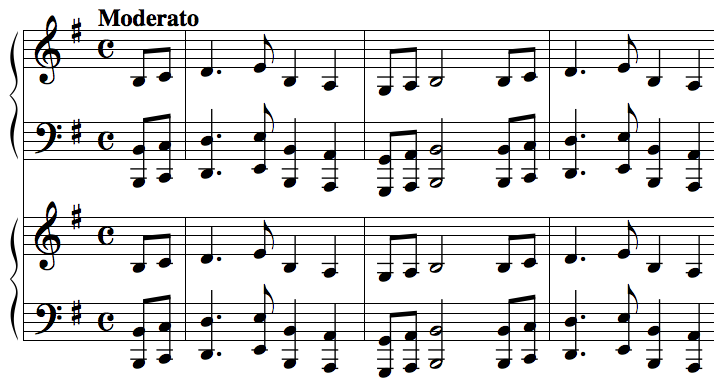
Introduction du thème principal

Alors qu'il est encore étudiant au Conservatoire de Moscou, Rachmaninov écrit à Natalia Skalon le Modèle:Date de style ancien qu'il commence à travailler sur une pièce pour deux pianos qu'il veut jouer avec son cousin germain Alexandre Ziloti,. Il date le manuscrit du 12–15 janvier 1891 [A.S.. Malgré ses intentions déclarées, il commença à répéter avec Leonid Maximov (en), qui avait été un condisciple de Nikolai Zverev et élève de Siloti, pour jouer lors d'un concert d'étudiants au Conservatoire le 8 mars 1891. La Rhapsodie reçoit sa première représentation après qu'il obtient son diplôme le 29 octobre 1891, jouée par Rachmaninov et Josef Lhévinne au Conservatoire.

## Composition
La pièce est plus souvent décrite comme un ensemble de variations plutôt qu'une vraie rhapsodie. Une lettre de l'ami de Rachmaninov Vladimir Wilshaw décrit l'origine possible de la composition comme une session dans laquelle Rachmaninov improvisa sur une mélodie proposée par le pianiste Yuri Sakhnovsky (en).
Bien que lui et Lhévinne fussent des interprètes plus que capables, après la première, Rachmaninov simplifia considérablement trois passages. Cela est le premier exemple de révision du compositeur qui ne s'explique pas par le manque de capacités des interprètes .

## Réception
Il est naturel pour une composition de variations de répéter le thème, ils cependant est noté que la Rhapsodie manque du contraste de texture de ses œuvres ultérieures, malgré sa virtuosité.

### Citations
1. ↑  Matthew-Walker 1984, p. 22.
2. 1 2 3  Harrison 2006, p. 28, 52.
3. ↑  Martyn 1990, p. 46.
4. ↑  (ru) Sergei Rachmaninoff ([O.S. January 10]), « Letters of Rachmaninoff », sur Senar, 22 janvier 1891 (consulté le 28 juin 2008)
5. ↑  Bertensson et Leyda 1956, p. 31–32.
6. ↑  Maurice Hinson, Music for More than One Piano: An Annotated Guide, Bloomington, Indiana, Indiana University, 2001, 157 p. (ISBN 0-253-21457-2, lire en ligne)

### Sources
- Sergei Bertensson et Jay Leyda, Sergei Rachmaninoff – A Lifetime in Music, New York, New York University Press, 1956 (ISBN 978-0-814-70044-0, lire en ligne )
- Max Harrison, Rachmaninoff: Life, Works, Recordings, London, Bloomsbury Publishing, 2006 (ISBN 978-0-826-49312-5, lire en ligne )
- Barrie Martyn, Rachmaninoff: Composer, Pianist, Conductor, Aldershot, Scolar Press, 1990 (ISBN 978-0-859-67809-4, lire en ligne)
- Robert Matthew-Walker, Rachmaninoff, London, Omnibus Press, 1984 (ISBN 978-0-711-90253-4, lire en ligne)